# IHI J3
El IHI J3 es un turborreactor japonés, el primero construido en ese país tras la Segunda Guerra Mundial.

## Historia
El desarrollo de este motor se inició en 1956. Tres años después, la compañía IHI se encargó de su desarrollo y finalización. El destino de este turborreactor era motorizar al avión de entrenamiento Fuji T-1, también realizado en Japón. El progreso en el motor fue lento y las veinte primeras unidades del T-1 tuvieron que ser equipadas con motores británicos Bristol. 
El turborreactor J3 fue empleado también en el avión de patrulla marítima Kawasaki P-2J, en dos góndolas subalares, como motores auxiliares.

## Aplicaciones
- Fuji T-1
- Kawasaki P-2J (motores auxiliares)